# بوگاهاپیتیا
بوگاهاپیتیا (به لاتین: Bogahapitiya) یک منطقهٔ مسکونی در سری‌لانکا است که در استان مرکزی (سری‌لانکا) واقع شده‌است.